# 염화 크로뮴(II)
이염화 크로뮴(크롬), 즉 염화 크로뮴(II)(Chromium(II) chloride)은 무기 화합물의 일종으로 화학식 CrCl2(H2O)n이다. 무수 이염화 크로뮴은 백색 고체이지만 불순물 때문에 회녹색으로 변한다. 이염화 크로뮴 사수화물 Cr(H2O)4Cl2는 밝은 청색 고체이다. 이염화 크롬은 상업적으로 이용되지 않지만 다른 크로뮴 착물을 합성하기 위해 실험실 규모로 사용된다.

## 제조법
CrCl2는 500℃에서 삼염화 크롬으로부터 수소에 의해 환원돼서 생긴다.
2 CrCl3 + H2 → 2 CrCl2 + 2 HCl
혹은 전해로 제조된다.
이염화 크로뮴의 소규모 합성은 LiAlH4나 아연이나 기타 환원제로 CrCl3를 환원함으로써 얻을 수 있다.
4 CrCl3 + LiAlH4 → 4 CrCl2 + LiCl + AlCl3 + 2 H2
2 CrCl3 + Zn → 2 CrCl2 + ZnCl2
CrCl2는 작산 크로뮴과 염화수소로부터 합성할 수도 있다.
Cr2(OAc)4  +  4 HCl → 2 CrCl2 + 4 AcOH

## 반응
Cr3+ + e-  Cr 2+의 환원 전위는 －0.41V이다. 실체는 촉매 없으면 반응하지 않지만,  산성 조건하에서는 H+에서 H2로의 환원 전위가 +0.00이기 때문에 크롬(II)이온은 산을 수소로 환원하기에 충분한 전위를 가지고 있다.